# Kletskij rajon
Il Kletskij rajon (in russo Клетский район?) è un rajon dell'oblast' di Volgograd, in Russia, il cui capoluogo è Kletskaja. Istituito nel 1928, ricopre una superficie di 3.550 chilometri quadrati e nel 2021 ospitava una popolazione di circa 16.400 abitanti.